# Teatro Coliseo

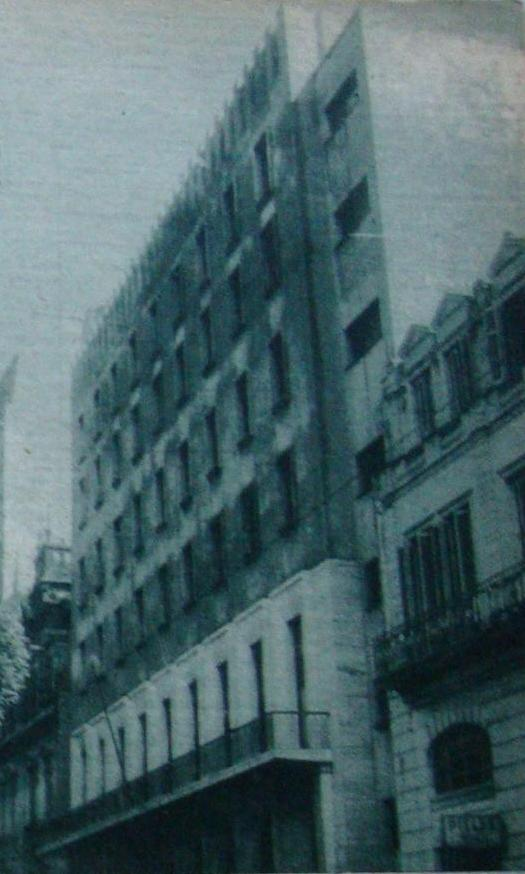
Teatro Coliseo (1953)

Das Teatro Coliseo ist ein traditionsreiches altes Theater in der argentinischen Hauptstadt Buenos Aires. Es befindet sich im Stadtteil Retiro, an der Plaza Libertad. Die Geschichte des Theaters lässt sich in verschiedene Etappen unterteilen, da es mehrere Male umzog bzw. umgebaut wurde. Der erste Abschnitt reicht von seiner Gründung am damaligen Standort gegenüber der Kirche de la Merced 1804 bis 1834. Der zweite Abschnitt erstreckt sich vom Umbau 1834 bis zu seinem Abriss 1873. In dieser Zeit war es bekannt als Coliseo Argentino oder auch Teatro Argentino. Der dritte Abschnitt umfasst den Wiederaufbau an der Plaza Libertad 1905. Im Jahr 1937 erwarb der Italienische Staat das Theater in dessen Eigentum es sich heute noch befindet.

## Geschichte

### El Teatro Coliseo de la Merced
Das erste Teatro Coliseo oder auch Viejo Teatro Coliseo (Altes Coliseo-Theater) wurde 1804, noch zu Zeiten der spanischen Kolonialherrschaft, gegründet. Bis 1838 war es der einzige Aufführungssaal der Stadt Buenos Aires. Der erste Standort war gegenüber der Kirche de la Merced, an der Kreuzung Reconquista und Perón.
1825 wurde hier die erste komplette Oper in Argentinien aufgeführt, Rossinis Barbier von Sevilla. Zu der Zeit gehörten auch zwei der berühmtesten Schauspieler zum Ensemble des Teatro Coliseo, Trinidad Guevara (1798–1873), die heute als erste argentinische Schauspielerin angesehen wird und Juan José Casacuberta (1789–1849).
1834 wurde das Theater umgebaut und bekam den Namen Coliseo Argentino bzw. Teatro Argentino.

### El Teatro Argentino
Das Teatro Argentino wurde von José Olaguer Feliú auf einem Grundstück eines Señor Almagro errichtet. Die Fassade war schlicht gehalten, auch die Innendekoration war eher ärmlich. Letztere stammt größtenteils von Mariano Pizarro, einem argentinischen Künstler und Mechaniker des Theaters. Auf dem Bühnenportal war zu lesen: „La comedia es espejo de la vida“ (Die Komödie ist der Spiegel des Lebens). Das Theater hatte ungefähr 250 Plätze. Das Orchester bestand aus 26 bis 28 Mitgliedern, nicht immer waren diese professionelle Musiker.
1873 erwirbt Melchor Rams das Theater und lässt es abreißen, um für den Bau der Passage Pasaje del Teatro Argentino Platz zu schaffen.

### El Teatro Coliseo de Plaza Libertad
Das neue Teatro Coliseo wird als Zirkus 1905 eröffnet. Am 27. August 1920 wurde aus dem Theater die erste Rundfunksendung Argentiniens übertragen.

### Teatro Coliseo Palazzo Italia
Im Jahr 1937 erwarb die italienische Regierung das Gebäude, um dort das italienische Generalkonsulat und das Italienische Haus einzurichten und damit den Wunsch des Grafen Felice Lora zu verwirklichen. Dieser angesehene italienische Bürger, der Ende des 19. Jahrhunderts als einfacher Einwanderer nach Argentinien gekommen war, hatte in der Neuen Welt ein Vermögen aufgebaut und sich zeitlebens für philanthropische Zwecke engagiert. In seinem Testament vermachte der Graf dem italienischen Staat eine große Geldsumme zum Kauf von Grundstücken und zum Bau der Casa d'Italia, eines großen Palastes, in dem das italienische Konsulat, einige Vereine und Veranstaltungsräume für die Italienische Gemeinschaft in Argentinien untergebracht werden sollten.
Im Jahr 1961 wurde das Teatro Coliseo in seiner heutigen Form eingeweiht, ein Werk des Architekten Mario Bigongiari in Zusammenarbeit mit den Architekten und Ingenieuren Mauricio Mazzocchi, Luis Morea, Alberto Morea und Federico Malvarez.
Am Ende der 1960er Jahre organisiert die Plattenfirma Mandioca dort Konzerte unter dem Namen „Beat Baires“, darunter sind Bands wie Almendra, Manal und Vox Dei.

### Teatro ColiseoCICLO ITALIA XXI
Im Jahr 2018 wird der Zyklus CICLO ITALIA XXI ins Leben gerufen, der die Theater-, Musik- und Tanzszene des zeitgenössischen Italiens auf einer der wichtigsten Bühnen Italiens außerhalb seines Territoriums präsentieren soll.
Die neue Reihe, die vom Teatro Coliseo in Zusammenarbeit mit dem italienischen Ministerium für kulturelles Erbe, dem Italienischen Kulturinstitut von Buenos Aires und der italienischen Botschaft in Argentinien ins Leben gerufen wurde, ist eine Antwort auf die Nachfrage des lokalen Publikums, das sich für italienische kulturelle Inhalte interessiert, um zeitgenössische Spitzenleistungen zu fördern. Es läuft seit 2018 bis heute.

## Aktivitäten
Das Teatro Coliseo wird für verschiedene Zwecke genutzt, Schauspiel, Musicals oder auch politische Veranstaltungen. Jedoch liegt sein Hauptschwerpunkt auf der klassischen Musik und der Oper. Es ist auch Veranstaltungsort für Konzerte der „Asociación Mozarteum Argentino“. Im Rahmen dieser Konzerte sind dort bereits Künstler wie Yehudi Menuhin, Victoria de los Ángeles und das Beaux Arts Trio aufgetreten.

## Charakteristik
Das Theater hat Platz für 1700 Besucher. Eines seiner Hauptmerkmale ist der große Orchestergraben, der es sehr gut geeignet macht für Opernaufführungen.